# Se vincessi cento milioni
 (juin 2019).
Si vous disposez d'ouvrages ou d'articles de référence ou si vous connaissez des sites web de qualité traitant du thème abordé ici, merci de compléter l'article en donnant les références utiles à sa vérifiabilité et en les liant à la section « Notes et références ».
Pour plus de détails, voir Fiche technique et Distribution.
Se vincessi cento milioni est un film italien réalisé par Carlo Campogalliani et Carlo Moscovini et sorti en 1953.

## Fiche technique
- Réalisation : Carlo Campogalliani et Carlo Moscovini
- Scénario :
  - Sandro Continenza (segment L'indossatrice)
  - Marcello Marchesi (segment Il principale)
  - Vittorio Metz (segment Il principale)
  - Dino Verde (segment Il tifoso)
- Photographie : Fernando Risi
- Montage : Mario Bonotti
- Musique : Armando Fragna
- Durée : 100 minutes
- Date de sortie : 1953